# 苏诺
苏诺（義大利語：Suno），是意大利诺瓦拉省的一个市镇。总面积21平方公里，人口2819人，人口密度134.2人/平方公里（2009年）。ISTAT代码为003143。

## 友好城市
- 法國 韦讷（2020年）